# Die Gartenlaube
A Gartenlaube (a szó jelentése magyarul lugas, kerti pavilon) 19. században indult német nyelvű hetilap. Megjelent 1853-1944 között; székhely: Lipcse, majd Berlin.

## Jelentősége
A hetilap egy lipcsei kiadó jóvoltából 1853-ban látott napvilágot és 90 éven át tartó megjelenésével valóságos intézménnyé vált. A Gartenlaube fénykorában (1875) 375 000 példányban jelent meg. Példányai a tengeren túlra is eljutottak, olvasták a Habsburg Monarchiában, így Magyarországon is. A Gartenlaube fogalommá vált a németül olvasó generációk tudatában, nemzedékek nevelkedtek rajta. A lap Közép-Európában műfajt teremtett és mintakövetésre sarkallt. Valamennyi német nyelvű hetilap ezt követte, és ez nem volt másképp a prágai cseh nyelvű és a Pesten megjelenő magyar nyelvű lapok esetében sem. A Gartenlaube magas példányszámmal, alacsony árral és vonzó erővel áramlott be a Monarchia piacára.

## Az alapító és a lap ars poeticája
A Gartenlaube hosszú évtizedeken át változatlan címlapja és fejléce elárulja, hogy az alapító-szerkesztő, Ernst Keil kinek szánja a lapját. A hangulatos kerti lugas kerek asztalát három generáció üli körül, ahol a családfő, a nagyapa felolvassa a lapot gyerekeinek, unokáinak. A lugas
emblematikus jelleggel bír, a nyugalom és a béke szigete, a korabeli családi élet fontos kelléke, ahogy azt a visszaemlékezések, regénymotívumok is alátámasztják. A szerkesztői beköszöntő, a program kifejezi a generációnak az életérzését, amely túl van az 1848-as forradalom megrázkódtatásain.
Ernst Keil a lapalapító kiadó és szerkesztő a Gartenlaube programját a hubertusburgi börtönben dolgozza ki, 1852-ben. Olvasói számára a világnézeti semlegesség jegyében az örök emberi értékeket kívánja közvetíteni. Alapelve, a távolságtartás minden politikai megnyilvánulástól, legyen az állami, pártpolitikai, vagy egyházpolitikai szint. A lap mégis politizál, de ezt kifinomult eszköztárral teszi. Célja, hogy jó hazafiakat neveljen, hozzájáruljon a társadalmi békéhez, valamint, hogy morális tartást adjon, és elősegítse a különböző életkorú, rendű, rangú, szociális státuszú közönség ismereteinek bővítését, szórakoztatását.

## Felépítése, tartalma és formája
Keil a lap szerkezeti felépítését, tematikai tagolását hat pontban határozza meg: tartalmaznia kell
- költeményt,
- rövid novellákat, regényt két-három folytatásban, amihez illusztráció is jár,
- kisebb leírásokat különböző népcsoportokról és különböző foglalkozású rétegekről idegen és német földön,
- levél formájában természettudományos felvilágosítást,
- az orvostudomány legújabb eredményeit közérthető módon,
- valamint az irodalom és az irodalmi élet újdonságait összefoglaló jegyzeteket, tárcákat.

A lap publicisztikai újdonsága a tartalmi elemeken túl elsősorban népszerűségre és közérthetőségre való törekvésben rejlik, amely közvetlen hangnemben, egyszerű mondatfűzésben, illusztrációk közzétételében nyilvánul meg. Ez utóbbiak a kezdeti évtizedekben még fametszetek, de funkciójuk már új. Ezek alátámasztják, és ez által felerősítik a mondanivalót. Ezt nevezzük pszichológiai könnyítésnek, ami segíti az olvasók visszacsatolását.
Ezzel a szerkezeti és tematikai tagolódással a Gartenlaube sajátos műfaj specifikus formát honosít meg, amely minden további lapindítás mintájává válik. Minden családi lap szépirodalommal nyit. A költészet szerepe csekélyebb, inkább díszítő elemként szolgál. Kulcsszerep jut a regénynek, amely az újság és az olvasó kapcsolatának intenzívebbé tételét szolgálja. Ezt követik kisebb tanulmányok a természetről, a technika vívmányairól, társadalmi-szociális kérdésekről, a tudomány eredményeinek népszerűsítése könnyen emészthető levél, beszély, csevej formájában. Mindez tanító-nevelő célzattal történik. Színesebb, elevenebb, mégis nevelő hatásúak az élmény gazdag tudósítások, beszámolók, útleírások, helyzetjelentések, illetve a történelmi ábrázolások, később a riport, valamint az élet- és jellemrajzok, végtelen gazdag témaskálán mozogva. Végezetül a különböző rövid közléseket tartalmazó állandó rovat lelhető fel, amely változatos formát ölt rövid hír, skicc, recenzió, képmagyarázat, levélposta, rejtvény stb. alakban.

## A lap fénykora
Az 1870-es évektől az „anyalapot” kiegészítik a különböző típusú melléklapok (politikai-gazdasági híradó, hirdetési lapok, illusztrált női és divatlapok, alkalmi extralapok, műmellékletek). Ehhez járul még hozzá az illusztráció. A lap az első hat évben alapozza meg későbbi arculatát, amelynek fő erőssége a természettudományos felvilágosítás, a családi témájú elbeszélések. Megjelennek az első néprajzi, tájleíró cikkek, valamint életrajzok, portrék. Kialakul a vegyes rovat. Jellemző a tanítva szórakoztatás, a humánum és felvilágosítás és a nemzeti érzés és tudat erősítése. Az 1860-as években a lap nagyon közel került a politikához. A liberális szellem és a patrióta elvek révén Bismarck mellé áll hazafias pátoszt hirdetve.
Egy szám elkészítése három hetet vesz igénybe, 1862-ben megjelent a melléklapja, a Deutsche Blatter. A Német Császárság megszületése után a lapban háttérbe szorul a politika, és ismét előtérbe kerül az ismeretterjesztés és szórakoztatás. A Gartenlaube ekkor éli virágkorát. Karl Vogt geológiai és ősemberkutató expedícióit részben a lap finanszírozza. Bock orvostudományi írásai a népegészségügy javát szolgálják. A lap egyértelműen a darwinizmus, a materializmus propagálójává válik. Megszaporodnak a gazdaság eredményeiről szóló közlemények. Sorozat indul, amely bemutatja Németország legfontosabb ipari üzemeit, a vasúthálózat kiépülését, értesülnek a technikai újításokról. Valódi sikert Marlitt első regényének megjelenése (1866) hoz a Gartenlaube számára.
A lapot a politika szele még egyszer, a Kulturkampf során érinti meg komolyabban, amikor éles és határozott hangnemben a katolikus klérus ellen foglal állást. Az 1880-as évektől szórakoztató jellege erősödik, ismeretterjesztő szerepe csökken. Előtérbe kerül a Sozialstaat eszméje, hangvételébe beszűrődik egy antikapitalista felhang.
A szerkesztőség nagy jelentőséget tulajdonít a lap image érdekében a lap külső megjelenésének. Nemcsak tartalmában, hanem külső arculatában is megbízhatóságot, kiegyensúlyozottságot sugall. Minden pénteken negyedrét ív formájában jelent meg, eredetileg 8-12 oldalon, később 20-30 oldal terjedelemben. A szerkesztőség ellenáll minden olyan olvasói kívánságnak, amely a címlap modernizálására, avagy a formátum megváltoztatására irányul. Minden nyomdatechnikai vívmányt és tipográfiai újítást szívesen alkalmaz. Idővel három hasábos tördelést alkalmaz, egyes rovatok elkülönítésére díszítő kereteket, cirádákat, iniciálékat használ, amely mind a lap könnyebb áttekintését szolgálja. A szöveges rész mellett mind nagyobb szerep jut az illusztrációnak, amely nyomdatechnikailag és művészileg egyaránt jelentős fejlődésen megy keresztül. Szívesen alkalmazza a lap a rajzokról készült fametszetet, amit az 1890-es évektől felvált a fotó, a fotómechanikai sokszorosító eljárás. A fametszet előállítása időigényes, a lap egyharmad részét tölti ki. Az illusztrációk mérete a kis alaktól egészen a két oldalt betöltő tablóig terjed.
A Gartenlaube színes nyomást 1889-ben alkalmaz először ünnepi alkalomra. A kép kommunikációs szerepe a lapnál úttörő, ahol a szöveg és a kép integrációja valósul meg és ez az egyik fontos patent elem a sikeresség eléréséhez. Ezen túl az illusztráció népszerűsíti a lapot és a lap általa, a művészt és a művészetet. Elterjedését, népszerűsítését segíti a terjesztés változatos módja. A lap Németország minden népkönyvtárába, olvasókörében, kölcsönkönyvtárában elérhető volt. A század végén gyári, üzemi könyvtárakba is eljutott. Mindez összecseng a kiadó állításával, hogy a Gartenlaubét a lakosság legkülönbözőbb életkorú és foglalkozású rétege kézbe vehette. A sikert elősegítő másik fontos faktor a lap árának helyes megállapítása. 1853-ban a lap ára a tallér 10 groschen volt (4 márka), ami akkor 11,2 kg búza árának felelt meg. Ezzel jogosan emlegették a legolcsóbb német családi lapként.
1861-ben a Gartenlaube a német hetilapok közül elsőként elérte a százezres példányszámot. Keil a siker titkát a tudomány népszerűsítésében, a jó színvonalú német írók és művészek munkáinak közreadásában vélte megtalálni. A Gartenlaube-jelenség abban rejlik, hogy a lap rendelkezett a sikercsinálás alapvető kritériumaival, a tartalmi univerzalitással, a mindenki számára fogyasztható közzététel eszközeivel: a szöveg, az illusztráció, a nyelv összhangjával és a versenyképes árral.

## Külső hivatkozások
- Die Gartenlaube mikrofichen (németül)